# Distenia semiflava
Distenia semiflava är en skalbaggsart som beskrevs av Jean François Villiers 1958. Distenia semiflava ingår i släktet Distenia och familjen långhorningar.
Artens utbredningsområde är Myanmar. Inga underarter finns listade i Catalogue of Life.